# Nazionale di atletica leggera del Camerun
La nazionale di atletica leggera del Camerun è la rappresentativa del Camerun nelle competizioni internazionali di atletica leggera riservate alle selezioni nazionali.

## Bilancio nelle competizioni internazionali
La nazionale camerunese di atletica leggera vanta 14 partecipazioni ai Giochi olimpici estivi su 29 edizioni disputate.
Tutte le medaglie conquistate dal Camerun tra Giochi olimpici e Mondiali portano la forma della triplista Françoise Mbango Etone, campionessa olimpica ad Atene 2004 e Pechino 2008, nonché medaglia d'argento ai Mondiali di Edmonton 2001 e Parigi Saint-Denis 2003.